# Shahrestān di Birjand
Lo shahrestān di Birjand (farsi شهرستان بیرجند) è uno degli 11 shahrestān del Khorasan meridionale, il capoluogo è Birjand. Lo shahrestān è suddiviso in una circoscrizione (bakhsh):
- Centrale (بخش مرکزی)